# Selago welwitschii
Selago welwitschii är en flenörtsväxtart som beskrevs av Robert Allen Rolfe. Selago welwitschii ingår i släktet Selago och familjen flenörtsväxter.

## Underarter
Arten delas in i följande underarter:
- S. w. australis
- S. w. holubii